# 杵築大社
杵築大社（きづきたいしゃ）は、東京都武蔵野市境南町にある神社。大國主大神（だいこく）と事代主大神（えびす）の二神を祀っており、武蔵野吉祥七福神の寺社の一つである。旧社格は村社。また三多摩に現存するものでは2番目に規模の大きい富士塚を擁している。

## 歴史
慶安年間（1648 - 1651年）、結城秀康の三男で徳川家光の従兄弟に当たる松江藩初代藩主松平直政が当所12町四方を将軍家より賜り、御用屋敷を設けて鷹狩場とした。直政がその御用屋敷内に出雲の杵築大社（現在の出雲大社）と稲荷社を勧請したのが当社の始まりである。貞享年間（1684 - 1687年）に松江藩御用屋敷は幕府の直轄地となったが、神社は残され、当地・境本村の氏神とされた。
明治6年（1873年）12月、境村の鎮守として村社に列格した。昭和21年（1946年）11月、出雲の美保神社より事代主大神を勧請し、「えびす・だいこく」の二福神を祀る神社となった。

## 境内外社
- 富士浅間神社（木花開耶媛命）
- 稲荷神社（豊受大神）
- 八坂神社（素盞嗚大神）
- 弁天宮（市杵嶋姫命）
- 金刀比羅宮（大物主大神）
- 松平稲荷社（宇迦之御魂神）

## 文化財
杵築大社の富士山武蔵野市指定史跡、昭和47年(1972)3月16日指定
杵築大社の千本イチョウ武蔵野市指定天然記念物、昭和47年(1972)3月16日指定
杵築大社の武蔵野八景碑武蔵野市指定有形文化財、平成30年(2018)7月2日指定

## 関連文献
- 「境村 杵築大社」『新編武蔵風土記稿』 巻ノ125多磨郡ノ37、内務省地理局、1884年6月。NDLJP:763995/67。